# Rétention aiguë d'urine
La rétention aiguë d'urine est l'incapacité soudaine pour un individu d'émettre des urines alors qu'il a la vessie pleine. Le volume de la vessie augmente alors. On parle parfois ainsi de globe vésical. La capacité de la vessie est importante, mais le volume déclenchant l'envie de miction est d'environ 400 ml pour un adulte.
Elle était appelée anciennement « ischurie ».

## Diagnostic

### Symptômes
- Douleurs au niveau de l'hypogastre
- Absence d'émission d'urines depuis plusieurs heures
- Confusion, un état d'agitation. Il peut apparaître au-delà d'un certain volume d'urine, la rétention.

### Examen physique
L'examen physique montre une masse dans le bas ventre, au-dessus du pubis, arrondie, tendue, et mate à la percussion.

### Diagnostic différentiel
- Anurie : absence de production d'urine lors d'un état de choc.
- Fécalome : peut être associé, peut entraîner une rétention aiguë d'urines et peut être une autre cause de confusion.

### Autres formes
Rétention urinaire chronique :
- pesanteur pelvienne ;
- pollakiurie ;
- dysurie ;
- jet de mauvaise qualité ;
- sensation de mauvaise vidange vésicale.

### Complications
La plus fréquente des complications est l'infection urinaire : cystite d'abord, pyélonéphrite ensuite.
Lorsqu'elle est chronique, la rétention provoque une distension de la vessie avec atonie du détrusor, hypertrophie du détrusor ou diverticules vésicaux. La rétention urinaire pourrait provoquer un refoulement de l'urine vers les reins, causant une hydronéphrose.

## Étiologie

### Causes prostatiques chez l'homme
- Hypertrophie bénigne de la prostate (adénome de prostate)
- Cancer de la prostate

### Causes urétrales
- Calcul ou caillot sanguin dans l'urètre
- Tumeur
- Hypoactivité vésicale
- Phimosis
- Valve de l'urètre postérieur
- Sténose urétrale traumatique
- Compression urétrale extrinsèque : fécalome, tumeur pelvienne

### Médicaments
- Anticholinergiques (parasympathycolytiques) (antispasmodiques, antidépresseurs tricycliques, certains antalgiques)
- Antiparkinsoniens
- Antihistaminiques
- Antihypertenseurs
- Opiacés et opioïdes

### Causes neurologiques
Trouble sphinctérien d'origine neurologique :
- paraplégie ;
- syndrome de la queue de cheval[2] ;
- sclérose en plaques.

## Traitement
Le but est d'évacuer l'urine.
Un sondage vésical, anciennement appelé sondage urinaire, ou une ponction sus-pubienne est nécessaire en cas de persistance. La vidange de la vessie lors d'un sondage vésical peut s’effectuer de façon rapide sans nécessiter de fractionnement, sans conséquence significative sur la vessie ou sur la tension artérielle.
Un médicament alpha-bloquant peut être donné en première intention pour éviter les récidives chez l'homme en cas d'hypertrophie bénigne de la prostate.